# Blessing Edet
Blessing Essien Edet (Lagos; 11 de noviembre de 2004) es un futbolista nigeriano que juega como centrocampista en el Caracas Fútbol Club de la Primera División de Venezuela.